# Zwójka odrośleczka
Zwójka odrośleczka, pąkówka odrośleczka (Blastesthia turionella) – gatunek motyla z rodziny zwójkowatych (Tortricidae). Występuje w Europie, Rosji, północnych Chinach, Korei i Japonii.
Wygląd: Motyl o rozpiętości skrzydeł 10–20 mm, koloru od żółtobrunatnego do rdzawego, ze srebrnoszarymi, poprzecznymi przepaskami.
Występowanie: Jest często spotykanym szkodnikiem 6–12-letnich i starszych upraw i młodników sosnowych.
Biologia: Motyle latają w maju i czerwcu. Samica składa jaja pojedynczo na pączkach szczytowych lub bocznych w okółkach na młodych sosnach. Gąsienice wylęgają się od końca czerwca do początku lipca, wgryzają się do pączków szczytowych i wyjadają je. Na skutek tego pączki obumierają, a funkcje szczytowego przejmuje jeden z pączków bocznych, które jednak mogą być również zasiedlone i niszczone przez gąsienice. Przepoczwarczenie następuje w kwietniu i maju wewnątrz osnutego delikatną przędzą wydrążonego pączka. Tutaj również zimuje poczwarka, nad którą powstaje charakterystyczna kulka z wypływającej z rany żywicy.
Znaczenie gospodarcze: Skutki żerowanie widoczne są wiosną, gdy na pączkach pojawiają się wycieki żywicy, a same pączki są nierozwinięte i miękkie w części nasadowej. Żery gąsienic powodują uszkodzenia pędów, niedorozwój lub zamieranie pączków wierzchołkowych, miotlaste zakończenia pędów szczytowych i deformację korony.
Zalecenia gospodarcze: Prowadzi się zwalczanie mechaniczne polegające na wycinaniu lub wyłamywaniu opanowanych pędów z żerującymi wewnątrz gąsienicami. Pędy te wyróżnia nierozwinięty pączek szczytowy przebarwiony na szary kolor.